# 杰里迈亚·布朗
杰里迈亚·布朗（英語：Jeremiah Brown，1985年11月25日—），加拿大男子赛艇运动员。他曾代表加拿大参加2012年夏季奥林匹克运动会赛艇比赛，获得男子八人单桨有舵手银牌。